# Honduras na Letnich Igrzyskach Olimpijskich 2008
Reprezentacja Hondurasu na letnich igrzyskach olimpijskich w roku 2008 w Pekinie liczyła 25 zawodników. Był to dziewiąty start Hondurasu na letnich igrzyskach olimpijskich.

## Wyniki reprezentantów Hondurasu

### Lekkoatletyka
Mężczyźni
| Zawodnik         | Konkurencja | Eliminacje | Eliminacje | Ćwierćfinał                  | Ćwierćfinał                  | Półfinał                     | Półfinał                     | Finał                        | Miejsce                      |
| Zawodnik         | Konkurencja | Wynik      | Miejsce    | Wynik                        | Miejsce                      | Wynik                        | Miejsce                      | Wynik                        | Miejsce                      |
| ---------------- | ----------- | ---------- | ---------- | ---------------------------- | ---------------------------- | ---------------------------- | ---------------------------- | ---------------------------- | ---------------------------- |
| Rolando Palacios | 100m        | 10.49      | 4          | Odpadł z dalszej rywalizacji | Odpadł z dalszej rywalizacji | Odpadł z dalszej rywalizacji | Odpadł z dalszej rywalizacji | Odpadł z dalszej rywalizacji | Odpadł z dalszej rywalizacji |
| Rolando Palacios | 200m        | 20.81      | 3          | 20.87                        | 7                            | Odpadł z dalszej rywalizacji | Odpadł z dalszej rywalizacji | Odpadł z dalszej rywalizacji | Odpadł z dalszej rywalizacji |

Kobiety
| Zawodniczka      | Konkurencja        | Eliminacje | Eliminacje | Ćwierćfinał                   | Ćwierćfinał                   | Półfinał                      | Półfinał                      | Finał                         | Miejsce                       |
| Zawodniczka      | Konkurencja        | Wynik      | Miejsce    | Wynik                         | Miejsce                       | Wynik                         | Miejsce                       | Wynik                         | Miejsce                       |
| ---------------- | ------------------ | ---------- | ---------- | ----------------------------- | ----------------------------- | ----------------------------- | ----------------------------- | ----------------------------- | ----------------------------- |
| Jeimmy Bernárdez | 100 m przez płotki | 14.29      | 8          | Odpadła z dalszej rywalizacji | Odpadła z dalszej rywalizacji | Odpadła z dalszej rywalizacji | Odpadła z dalszej rywalizacji | Odpadła z dalszej rywalizacji | Odpadła z dalszej rywalizacji |

### Piłka nożna
Skład drużyny:
- Kevin Hernández
- Obed Enamorado
- Quiarol Arzú
- David Molina
- Erick Norales
- Andrés Morales
- David Álvarez
- Emil Martínez
- Rigoberto Padilla
- Ramón Núñez
- Jorge Claros
- Hendry Thomas
- Marvin Sánchez
- Luis Rodas
- Jefferson Bernárdez
- Luis López

Faza grupowa
| 7 sierpnia 2008 11.00 CET | Honduras | 0 – 30-2 | Włochy · Giovinco 41' · Rossi 45' (k) · Acquafresca 52' (k) | Qinhuangdao Olympic Sports Center Stadium, Qinhuangdao · Widzów: 21,680 · Sędzia: Damir Skomina ( Słowenia) |
|                           |          |          |                                                             | |

| 10 sierpnia 2008 11.00 CET | Kamerun · Mbia 74' | 1 – 00-0 | Honduras | Qinhuangdao Olympic Sports Center Stadium, Qinhuangdao · Widzów: 28,657 · Sędzia: Abdullah Al Hilali ( Oman) |
|                            |                    |          |          | |

| 13 sierpnia 2008 11.00 CET | Korea Południowa · Kim 23' | 1 – 0 | Honduras | Shanghai Stadium, Szanghaj · Widzów: 34,160 · Sędzia: Michael Hester ( Nowa Zelandia) |
|                            |                            |       |          |                                                                                       |

| Zespół           | Pld | W | D | P | GF | GA | GD | Pkt |
| ---------------- | --- | - | - | - | -- | -- | -- | --- |
| Włochy           | 3   | 2 | 1 | 0 | 6  | 0  | +6 | 7   |
| Kamerun          | 3   | 1 | 2 | 0 | 2  | 1  | +1 | 5   |
| Korea Południowa | 3   | 1 | 1 | 1 | 2  | 4  | −2 | 4   |
| Honduras         | 3   | 0 | 0 | 3 | 0  | 5  | −5 | 0   |

### Pływanie
Mężczyźni
| Zawodnik                   | Konkurencja         | Eliminacje | Eliminacje | Półfinał                     | Półfinał                     | Finał                        | Miejsce                      |
| Zawodnik                   | Konkurencja         | Wynik      | Miejsce    | Wynik                        | Miejsce                      | Wynik                        | Miejsce                      |
| -------------------------- | ------------------- | ---------- | ---------- | ---------------------------- | ---------------------------- | ---------------------------- | ---------------------------- |
| Javier Hernandez Maradiaga | 200m st. motylkowym | 2:02.23    | 42         | Odpadł z dalszej rywalizacji | Odpadł z dalszej rywalizacji | Odpadł z dalszej rywalizacji | Odpadł z dalszej rywalizacji |

Kobiety
| Zawodniczka    | Konkurencja      | Eliminacje | Eliminacje | Półfinał                      | Półfinał                      | Finał                         | Miejsce                       |
| Zawodniczka    | Konkurencja      | Wynik      | Miejsce    | Wynik                         | Miejsce                       | Wynik                         | Miejsce                       |
| -------------- | ---------------- | ---------- | ---------- | ----------------------------- | ----------------------------- | ----------------------------- | ----------------------------- |
| Sharon Fajardo | 50m st. dowolnym | 27.19      | 51         | Odpadła z dalszej rywalizacji | Odpadła z dalszej rywalizacji | Odpadła z dalszej rywalizacji | Odpadła z dalszej rywalizacji |

### Taekwondo
Mężczyźni
| Miguel Ferrera | 80kg | Zhu Guo P 1-3 | Odpadł z dalszej rywalizacji | Odpadł z dalszej rywalizacji | Odpadł z dalszej rywalizacji | Odpadł z dalszej rywalizacji | Odpadł z dalszej rywalizacji | Odpadł z dalszej rywalizacji | Odpadł z dalszej rywalizacji | Odpadł z dalszej rywalizacji |

### Wioślarstwo
Mężczyźni
| Zawodnik           | Konkurencja | Eliminacje | Eliminacje | Repasaże | Repasaże | Półfinał                     | Półfinał                     | Finał                        | Finał                        |
| Zawodnik           | Konkurencja | Czas       | Miejsce    | Czas     | Miejsce  | Czas                         | Miejsce                      | Czas                         | Miejsce                      |
| ------------------ | ----------- | ---------- | ---------- | -------- | -------- | ---------------------------- | ---------------------------- | ---------------------------- | ---------------------------- |
| Norberto Bernárdez | jedynka     | 9:01.27    | 6          |          |          | Odpadł z dalszej rywalizacji | Odpadł z dalszej rywalizacji | Odpadł z dalszej rywalizacji | Odpadł z dalszej rywalizacji |